# Кулешов, Павел Николаевич (маршал)
Па́вел Никола́евич Кулешо́в (12 (25) декабря 1908 — 26 февраля 2000, Москва) — советский военачальник, маршал артиллерии (1967), Герой Социалистического Труда (21.02.1978). Член-корреспондент Академии артиллерийских наук.

## Биография
Родился в деревне Кайлык, ныне несуществующая деревня, располагалась на территории нынешнего Сухонойского сельсовета Уярского района Красноярского края России, в семье крестьянина. Окончил железнодорожную школу на станции Клюквенная.

### Начало военной службы
С 1926 года — в Красной Армии. В 1929 году П. Н. Кулешов окончил Томское артиллерийское училище и был направлен для прохождения службы в Нижний Новгород на должность командира огневого взвода батареи 50-го стрелкового полка. С 1930 года командовал учебным взводом в полковой школе, был начальником разведки отдельного резервного артиллерийского дивизиона в Новосибирске, с ноября 1931 года был командиром учебной батареи Томского артиллерийского училища.
В 1933 году направлен на учёбу на инженерно-командный факультет Артиллерийской академии РККА имени Ф. Э. Дзержинского. После окончания академии служил в Главном артиллерийском управлении Наркомата обороны СССР на должности инспектора по военно-учебным заведениям. В 1939 году поступил в Академию Генерального штаба РККА имени К. Е. Ворошилова, которую успешно окончил в сентябре 1941 года.

### Великая Отечественная война
После окончания академии П. Н. Кулешов один месяц был помощником начальника отдела в Генеральном штабе, где занимался планированием обеспечения действующей армии боеприпасами. В октябре 1941 года П. Н. Кулешов получил приказ срочно формировать в посёлке Алабино Московской области 3-й гвардейский миномётный полк реактивной артиллерии (1-го формирования)-— полк «Катюш». 3-й полк ГМЧ (Гвардейских миномётных частей) стал учебной базой по подготовке командных кадров для оперативных групп ГМЧ на фронтах. В том же октябре 1941 года П. Н. Кулешов назначен командиром оперативной группы ГМЧ на Северо-Западном фронте, вскоре стал командиром такой же группы на Волховском фронте. Эта группа под его командованием сыграла значительную роль в успешном исходе боёв в районе Тихвина, когда советские войска остановили противника и не позволили ему выйти к Ладожскому озеру с целью захвата единственного пути сообщения между Большой землей с осажденным Ленинградом.
На Волховском фронте П. Н. Кулешов был ранен в сентябре 1942 года. После лечения во фронтовом госпитале, Павел Николаевич продолжал командовать Волховской оперативной группой ГМЧ и принимал активное участие в прорыве блокады Ленинграда в январе 1943 года. В июне 1943 года он был отозван с фронта и назначен заместителем командующего гвардейскими миномётными частями Красной Армии. В этой должности часто привлекался к работе в оперативных группах представителей Ставки Верховного Главнокомандования. Выезжал на Северо-Кавказский, Воронежский, 4-й Украинский и 2-й Украинский фронты для организации усиления ударных группировок гвардейскими миномётными частями, организации правильного использования реактивной артиллерии и их своевременного обеспечения боеприпасами.
В конце 1943 года на фронтах были введены должности заместителей командующего артиллерией фронта по гвардейским миномётным частям. Генерал-майор артиллерии П. Н. Кулешов тогда же был назначен на данную должность на 1-м Прибалтийском фронте. Участвовал в ряде наступательных операций, особенно успешно проявил себя в Белорусской стратегической наступательной операции летом 1944 года.
В августе 1944 года П. Н. Кулешов вторично отозван с фронта и назначен с повышением на должность заместителя начальника штаба артиллерии Красной Армии, где занимался вопросами формирования новых частей реактивной артиллерии для фронтов, обеспечения ГМЧ боеприпасами и техникой, планирования боевых действий артиллерии и ГМЧ при разработке стратегических операций в Генеральном штабе, контролем производства артиллерийской техники. В ноябре 1944 г. присвоено звание генерал-лейтенанта артиллерии.

### Послевоенное время

Могила маршала П. Н. Кулешова на Кунцевском кладбище Москвы.

После войны, в декабре 1945 года, П. Н. Кулешов назначен начальником нового инженерно-ракетного факультета, ставшего основой Академии имени Ф. Э. Дзержинского, затем в январе 1946 года стал заместителем начальника Академии по научной и учебной части. Был избран членом-корреспондентом Академии артиллерийских наук.
В 1952 году П. Н. Кулешов был привлечён к разработкам новых ракетно-артиллерийских вооружений, работал на испытательном полигоне в Астраханской области, в конце года назначен начальником полигона. Практически он выполнял секретное задание ЦК КПСС и командования — создавал новый испытательный полигон на юге страны с целью испытаний зенитно-ракетных боевых средств и практической подготовки новых полков ПВО, оснащенных новейшими зенитными ракетами. Полигон под руководством генерала Кулешова позволил создать надежную противовоздушную оборону страны. С 1953 года по 62 — начальник 4-го Главного управления Министерства обороны СССР, где продолжил заниматься разработкой и полевыми испытаниями новых вооружений. С апреля 1957 года П. Н. Кулешов — заместитель Главнокомандующего Войсками ПВО страны по военно-научной работе, а позднее по вооружению. На этих постах он возглавил неотложную работу по созданию более мощных боевых средств и зенитно-ракетных комплексов.
В 1963 — 1965 годах генерал-полковник П. Н. Кулешов — на ответственной работе в Генеральном штабе ВС СССР, занимался поставками ракетной техники в дружественные страны Ближнего Востока и на Кубу, содействовал им в освоении этой боевой техники. В длительной командировке во Вьетнаме участвовал в создании единой системы противовоздушной обороны страны.
С апреля 1965 года П. Н. Кулешов — начальник Главное ракетно-артиллерийское управление Министерства обороны СССР. 18 лет он возглавлял это важнейшее управление, на которое были возложены многие функции производство боевой техники и боеприпасов, обеспечение войск, формирование резервов вооружения, подготовка кадров, создание новых образцов ракет, ствольной артиллерии, стрелкового оружия и всевозможных боеприпасов. Под его руководством по заданию правительства создавалось зенитно-ракетное и противотанковое вооружение для Сухопутных войск. По праву признан выдающимся военачальником и крупнейшим специалистом в области создания зенитно-ракетной техники и специальных боеприпасов. Его военная деятельность была строго засекречена, и в печати о П. Н. Кулешове никаких подробностей не сообщалось.
За выдающиеся заслуги в деле укреплений обороноспособности СССР указом Президиума Верховного Совета СССР от 21 февраля 1978 года маршалу артиллерии Павлу Николаевичу Кулешову присвоено звание Героя Социалистического Труда с вручением Золотой медали «Серп и Молот» и ордена Ленина.
С 1983 года маршал артиллерии (звание присвоено в 1967 году) П. Н. Кулешов состоял в Группе генеральных инспекторов Министерства Обороны СССР. После её расформирования в 1992 году уволен в отставку. До последних дней жизни работал на должности специалиста в ГРАУ.
Жил в Москве. Супруга, Ирина Ефимовна, — педагог. Сыновья: Юрий Павлович — главный конструктор; Сергей Павлович — физик-теоретик, доктор физико-математических наук, профессор, член-корреспондент РАРАН, заслуженный деятель науки и техники Российской Федерации (1995).
Опубликованные ныне воспоминания работавших вместе с маршалом Кулешовым военных и гражданских лиц практически полностью единодушны в высокой оценке его деловых и личных качеств. Основа успеха его научной, изобретательской, организаторской деятельности и командной работы — в высокой образованности, серьёзной инженерной подготовке, в умении творчески решать служебные задачи и интеллигентности. Он умел ценить талантливых и деловых подчиненных, не допускал грубости и суетливости в коллективе.

## Награды
- Герой Социалистического Труда (1978)
- Пять орденов Ленина (24.06.1951, 20.04.1956, 06.03.1962, 31.10.1967, 21.02.1978)
- Четыре ордена Красного Знамени (24.03.1942, 29.09.1943, 21.02.1945, 1946)
- Орден Суворова II степени (22.08.1944);
- Орден Кутузова II степени (31.03.1943);
- Два ордена Отечественной войны I степени (29.03.1944, 11.03.1985)
- Орден Красной Звезды (03.11.1944);
- Орден За службу Родине в Вооружённых Силах СССР" II степени
- Орден За службу Родине в Вооружённых Силах СССР" III степени (1975)
- Ряд медалей СССР
- Лауреат Ленинской премии

Ордена и медали иностранных государств
- орден «9 сентября 1944 года» 1-й степени с мечами (Болгария, 14.09.1974)
- Орден «Звезда дружбы народов» (ГДР)
- Медаль «Братство по оружию» (Польша, 12.10.1979)
- Медаль «За укрепление дружбы по оружию» в золоте (Чехословакия, 20.03.1970)
- Медаль «30 лет освобождения Чехословакии Советской Армией» (Чехословакия, 29.08.1974)
- Медаль «100 лет Освобождения Болгарии от османского рабства» (Болгария)
- Медаль «За заслуги перед БНА» (Болгария)
- Медаль «20 лет Болгарской народной армии» (Болгария, 22.08.1964)
- Медаль «90 лет со дня рождения Георгия Димитрова» (Болгария, 23.02.1974)
- Медаль «30 лет Победы над фашистской Германией» (Болгария, 06.03.1975)
- Медаль «1300 лет Болгарии» (Болгария, 29.03.1982)
- Медаль «40 лет Победы над гитлеровским фашизмом» (Болгария, 16.05.1985)
- Медаль «20-я годовщина Революционных Вооруженных сил Кубы» (Куба, 1976)
- Медаль «30-я годовщина Революционных Вооруженных сил Кубы» (Куба, 24.11.1986)
- Медаль «Китайско-советская дружба» (КНР)
- Медаль «30 лет Халхин-Гольской Победы» (Монголия, 15.08.1969)
- Медаль «50 лет Монгольской Народной Армии» (Монголия, 15.03.1971)
- Медаль «50 лет Монгольской Народной Революции» (Монголия, 16.12.1971)
- Медаль «30 лет Победы над милитаристской Японией» (Монголия, 08.01.1976)
- Медаль «60 лет Вооружённым силам МНР» (Монголия, 29.12.1981)